# Batman and Robin (1949)
Batman & Robin é um seriado americano de 1949, do gênero aventura, dirigido por Spencer Gordon Bennet e estrelado por Robert Lowery e Johnny Duncan.
O filme apresenta um total de 15 episódios e foi distribuído pela Columbia Pictures, sendo lançado nos Estados Unidos em 16 de maio de 1949. Os roteiros dos episódios são assinados por Bob Kane, George H. Plympton, Joseph F. Poland e Royal K. Cole. Trata-se de uma sequência do seriado de 1943, produzido também pela Columbia Pictures, Batman.

## Sinopse
O anti-social Professor Hammil cria um controle remoto capaz de controlar todos os veículos da cidade. Um misterioso sujeito conhecido como Mago rouba o aparelho. Batman e Robin são designados a ajudar ao comissário Gordon e a polícia de Gotham na captura do vilão Mago, além de salvar a repórter Vicki Vale dos mais diversos perigos.[carece de fontes?]

## Elenco
- Robert Lowery .... Batman/Bruce Wayne
- Johnny Duncan .... Robin/Dick Grayson
- Jane Adams .... Vicki Vale
- Lyle Talbot .... Commissionário Jim Gordon
- Ralph Graves .... Winslow Harrison
- Don C. Harvey .... Nolan
- William Fawcett .... Professor Hammil
- Leonard Penn .... Carter/Mago
- Rick Vallin .... Barry Brown
- Michael Whalen .... detetive Dune
- Greg McClure .... Evans
- House Peters Jr. .... Earl
- Jim Diehl .... Jason
- Rusty Wescoatt .... Ives
- Eric Wilton .... Alfred Pennyworth, (não creditado)

## Episódios
1. Batman Takes Over
2. Tunnel of Terror
3. Robin's Wild Ride
4. Batman Trapped
5. Robin Rescues Batman
6. Target - Robin!
7. The Fatal Blast
8. Robin Meets the Wizard
9. The Wizard Strikes Back
10. Batman's Last Chance
11. Robin's Ruse
12. Robin Rides the Wind
13. The Wizard's Challenge
14. Batman vs. Wizard
15. Batman Victorious